# Franz Terdenge
Franz Terdenge (* 6. August 1948 in Gronau (Westf.); † 27. Dezember 2024) war ein deutscher Jurist und Richter am Bundessozialgericht.

## Leben
Franz Terdenge studierte an den Universitäten Münster und Tübingen Rechtswissenschaft und schloss das Studium 1973 mit dem Ersten Juristischen Staatsexamen in Tübingen ab. 1976 legte er das Zweite Juristische Staatsexamen in Stuttgart ab. Ab dem August des Jahres 1976 war er als wissenschaftlicher Assistent am Institut für Kriminologie der Tübinger Universität beschäftigt.
1980 begann er eine Verwaltungslaufbahn, indem er in die Versorgungsverwaltung des Freistaates Bayern eintrat. Er wurde im April 1981 an das Landesversorgungsamt München abgeordnet. In dieser Zeit promovierte er an der Universität Tübingen 1982 zum Thema Strafsanktionen in Gesetzgebung und Gerichtspraxis.
Anfang 1984 wurde er Richter am Sozialgericht München. Er war von 1986 bis 1988 an das Bundessozialgericht abgeordnet und wurde im Mai 1991 Richter am Bayerischen Landessozialgericht. Bereits ab Juni 1991 war er in der Folge der Wiedervereinigung als Referatsleiter für Kriegsopferversorgung und Behindertenrecht in den neuen Bundesländern im Bundesministerium für Arbeit und Sozialordnung in der Außenstelle in (Ost-)Berlin tätig. Im Juni 1993 wurde er dann Richter am Landessozialgericht Brandenburg. Von Juni 1994 bis März 1996 leitete er im Rahmen einer Abordnung das Justitiariat des Ministeriums für Arbeit, Soziales, Gesundheit und Frauen des Landes Brandenburg.
Im Mai 1996 wurde Franz Terdenge Richter am Bundessozialgericht. Er gehörte zunächst dem 4. Senat und ab 1997 dem mit Fragen zur gesetzlichen Rentenversicherung befassten 13. Senat des Bundessozialgerichtes an. Nach Ablauf des August 2008 trat Terdenge vorzeitig in den Ruhestand ein.
Neben seiner beruflichen Betätigung befasste sich Terdenge auch wissenschaftlich mit dem Sozialrecht. So war er Mitarbeiter an einem Lehrbuch zur Sozialgerichtsbarkeit und Herausgeber eines Bandes des Kommentares von Hauck/Noftz zum Sechsten Buch Sozialgesetzbuch.

## Werke
- Ulrich Wenner, Franz Terdenge, Karen Krauß: Grundzüge der Sozialgerichtsbarkeit. 3. Auflage, Erich Schmidt Verlag, Berlin 2005, ISBN 978-3-503-08399-2.